# Olive Branch
Olive Branch é uma cidade localizada no estado americano de Mississippi, no Condado de DeSoto.

## Demografia
Segundo o censo americano de 2000, a sua população era de 21.054 habitantes.
Em 2006, foi estimada uma população de 29.861, um aumento de 8807 (41.8%).

## Geografia
De acordo com o United States Census Bureau tem uma área de
93,9 km², dos quais 93,7 km² cobertos por terra e 0,2 km² cobertos por água. Olive Branch localiza-se a aproximadamente 119 m acima do nível do mar.

## Localidades na vizinhança
O diagrama seguinte representa as localidades num raio de 20 km ao redor de Olive Branch.